# Долна махала (Валовищко)
Долна махала, още Ашая махала или Ашая махале (на гръцки: Κατώμερο, Катомеро, катаревуса Κατώμερον, Катомерон, до 1927 година Ασαγιά Μαχαλέ, Ашая махале,  Ασαγιά Μαχαλά, Асая махала), е бивше село в Егейска Македония, в Гърция, разположено на територията на дем Синтика, област Централна Македония.

## География
Селото е било разположено на 340 m надморска височина в най-източните склонове на Беласица (Белес или Керкини), южно от днешната българо-гръцка граница, южно от село Тополница и северно под възвишението Ашая (470 m).

## История
В края на XIX век селото е част от селата Юруклери в Петричка кааза, в които влизат и Средна махала (Орта махала) и Горна махала (Дере махала). Трите села понякога са смятани за едно - Юрук махле, което е наричано и Тополник.
В „Етнография на вилаетите Адрианопол, Монастир и Салоника“, издадена в Константинопол в 1878 година и отразяваща статистиката на населението от 1873 година, Тополник (Topolnik) е посочена като село със 76 домакинства и 190 жители мюсюлмани.
Съгласно статистиката на Васил Кънчов („Македония. Етнография и статистика“) от 1900 година Долна Махала е село в Петричка кааза с 365 жители, всички турци. Същевременно в Демирхисарска кааза Кънчов посочва и село Топалникъ Долни с 370 жители турци.
След Балканските войни селото попада в Гърция. В 20-те години по силата на Лозанския договор мюсюлманското му население е изселено в Турция и на негово място са настанени гърци бежанци.
Селото е евакуирано с военна заповед на 13 март 1941 година, малко преди германското нахлуване в Гърция, и населението се премества в други близки села или дори в други части на Гърция. След война не е възстановено, тъй като е гранично. Закрито е в 1951 година.
| Година    | 1913 | 1920 | 1928 | 1940 | 1951 | 1961 | 1971 | 1981 | 1991 | 2001 | 2011 | 2021 |
| --------- | ---- | ---- | ---- | ---- | ---- | ---- | ---- | ---- | ---- | ---- | ---- | ---- |
| Население | 158  | 161  | 221  | 111  |      |      |      |      |      |      |      |      |